# Simeonovgrad (huyện)
Simeonovgrad là một huyện thuộc tỉnh Haskovo, Bungaria. Dân số thời điểm năm 2001 là 10638 người.